# Hypnum productum
Hypnum productum là một loài Rêu trong họ Hypnaceae. Loài này được (Müll. Hal.) Broth. mô tả khoa học đầu tiên năm 1925.